# Reinert Logistic
Die Reinert Logistic GmbH & Co. KG ist ein deutsches Speditionsunternehmen mit Sitz in Schleife im sächsischen Landkreis Görlitz. Reinert Logistics unterhält zehn Standorte mit etwa 1.250 Mitarbeitern.

## Geschichte
Reinert Logistics wurde im Jahr 1990 von René Reinert unter dem Namen Reinert Transporte – Baustoffe – Erdbau in Schleife nördlich von Görlitz gegründet. Fünf Jahre später verfügte das Unternehmen über 45 Fahrzeuge und 35 Angestellte. 1996 wurde der heutige Hauptgeschäftsbereich, Stückguttransporte im nationalen Fernverkehr, gegründet. 1999 wurde die Firma zur Reinert Transport und Logistik AG umgewandelt. Zu diesem Zeitpunkt beschäftigte das Unternehmen knapp 100 Angestellte. Nach der Übernahme eines Großauftrages für die Firma Mühl Product & Service AG aus Kranichfeld, die in der Folge insolvent ging, gründete sich die Reinert neu und hatte 2002 150 Beschäftigte und einen Fuhrpark mit 120 Fahrzeugen.
Im Jahr 2005 gründete Reinert die ersten zwei Zweigniederlassungen in Cottbus und in Leipzig. Seitdem wächst die Firma kontinuierlich, 2009 verfügte Reinert Logistics über 400 Fahrzeuge, aktuell sind es knapp 750 Fahrzeuge. 2016 beschäftigte Reinert Logistics knapp 1.250 Angestellte, davon knapp 1.000 Berufskraftfahrer.

## Standorte
Reinert Logistic verfügt neben dem Hauptsitz in Schleife über folgende weitere Firmenstandorte:
- Cottbus (seit 2005)
- Leipzig (seit 2005)
- Kerpen (seit 2009–2019)
- Neuenhagen bei Berlin (2009–2024)
- Bretzfeld (seit 2010–2020)
- Unterkaka (seit 2012)
- Lübbenau/Spreewald (seit 2014)
- Bremen (seit 2016–2019)
- Olszyna, Polen (seit 2018)

Die Firmenverwaltung befindet sich seit 2016 nicht mehr in Schleife, sondern in Cottbus, da geplant war, den Schleifer Ortsteil Mulkwitz, in welchem sich die Firmenzentrale befindet, zugunsten des Braunkohletagebau Nochten abzubaggern. Eine weitere Zweigniederlassung ist in Nürnberg geplant.

## Sonstiges

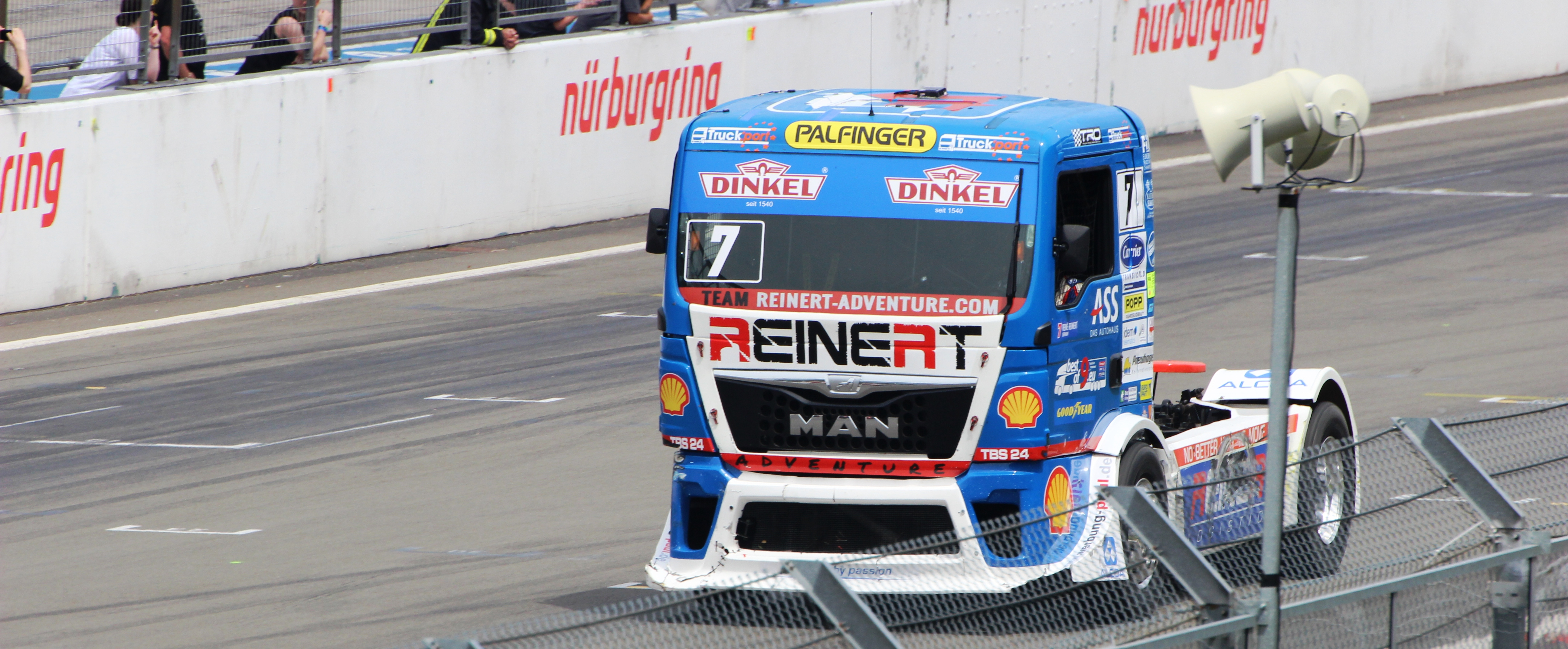
MAN-Renntruck von René Reinert beim Rennen am Nürburgring während der Europameisterschaft 2015

- Reinert Logistics ist seit 2012 mit einem eigenen Truck-Racing-Team in der FIA European Truck Racing Championship vertreten,[5] 2015 belegte René Reinert bei den Europameisterschaften den 6. Platz der Tabelle und den 3. Platz der Teamwertung
- Reinert Logistic wird aufgrund seiner Nähe zur polnischen Grenze die überwiegende Einstellung von osteuropäischen Fahrern als Billigarbeiter vorgeworfen. Allerdings sind 70 % der Fahrer deutsche Staatsbürger.[4]
- Reinert Logistic ist Kooperationspartner der Lausitzer Füchse sowie Sponsor der Eisbären Berlin.
- 2016 wurde Reinert Logistic mit dem Großen Preis des Mittelstandes ausgezeichnet.